# Anna Maxwell

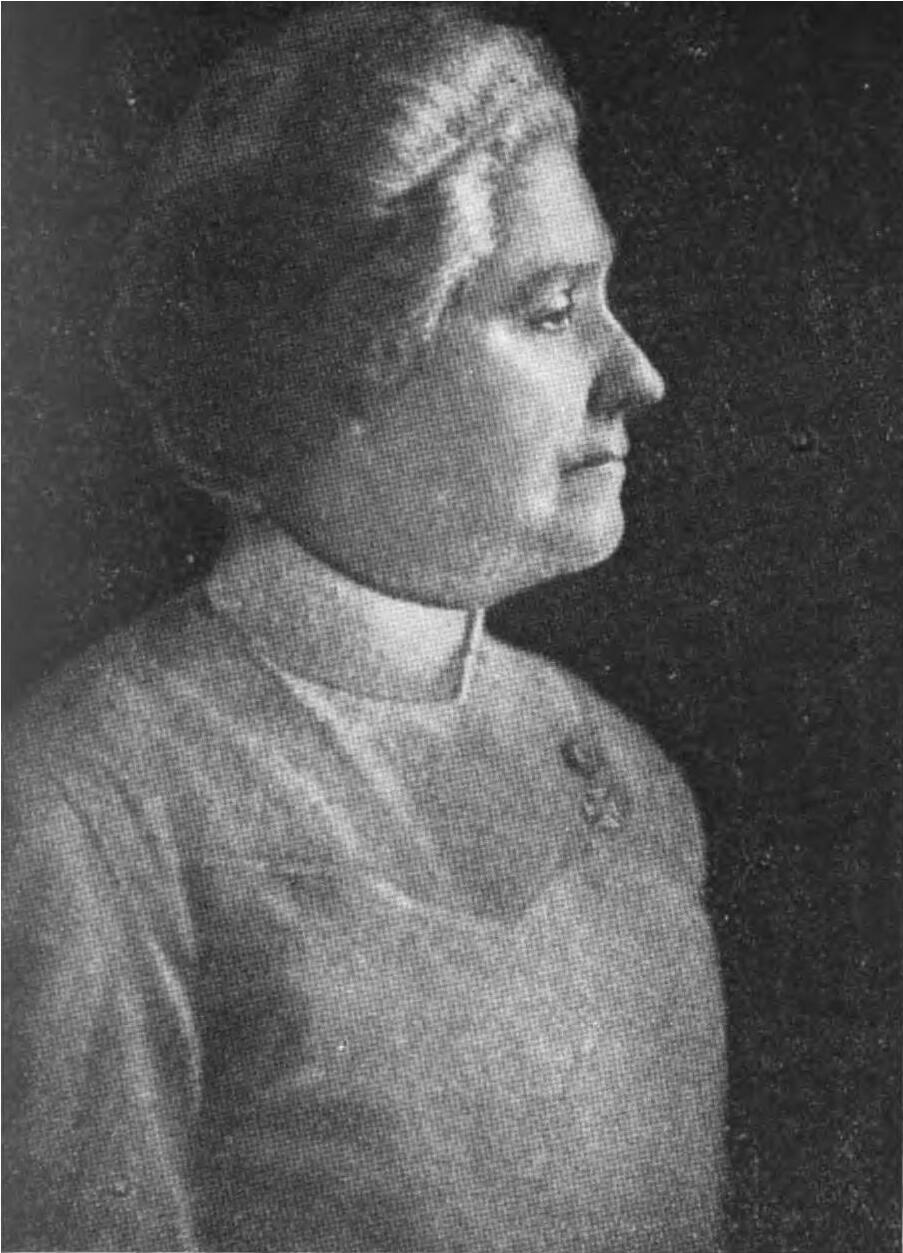
Anna Caroline Maxwell

Anna Caroline Maxwell (* 14. März 1851 in Bristol, New York, USA; † 2. Januar 1929 in New York City, USA) war eine US-amerikanische Krankenschwester und Pionierin der modernen Pflege. Sie wurde bekannt als „US-amerikanische Florence Nightingale“.

## Leben
Anna Maxwell wurde als Tochter des Geistlichen John Eglinton Maxwell geboren. John Eglinton Maxwell war schottischer Emigrant. Die Vorfahren der Mutter, Diantha Caroline Maxwell, stammten aus England. Die Familie verbrachte einen Teil der Kindheit Anna Maxwells in Kanada, kehrte allerdings 1874 in die USA zurück. Anna wuchs mit zwei jüngeren Schwestern auf und wurde überwiegend durch Hauslehrer unterrichtet. Sie begann 1876, zunächst ohne Pflegeausbildung, im New England Hospital zu arbeiten. Es folgte ein zweijähriger Aufenthalt in England. In London wurde sie mit der Keimtheorie Joseph Listers, dem Vater der antiseptischen Chirurgie, vertraut gemacht. Im Anschluss an den Englandaufenthalt absolvierte Maxwell die Ausbildung zur Krankenschwester an der Boston City Hospital Training School for Nurses. Der gute Ruf der ersten diplomierten US-Krankenschwester Linda Richards, die an dieser Schule unterrichtete, gab den Ausschlag für diese Entscheidung. 1880 bestand Maxwell das Pflegeexamen und erhielt sofort einen Ruf an das Montreal General Hospital, wo sie eine Pflegeschule gründen sollte. Allerdings waren die Erschwernisse bei der Schulgründung dergestalt, dass Anna Maxwell nach einem halben Jahr diese Anstellung frustriert aufgab und eine Reise nach Europa unternahm, wo sie verschiedene Krankenhäuser visitierte. 1881 übernahm sie die Leitung der Pflegeschule am Massachusetts General Hospital in Boston. Von 1892 bis 1921 war sie im Anschluss daran Pflegedirektorin am Presbyterian Hospital of New York sowie erste Direktorin der dortigen Pflegeschule, aus der später die Columbia University School of Nursing hervorging. Sie implementierte ein zunächst zweijähriges Ausbildungscurriculum, aus dem zeitnah ein dreijähriges Curriculum erwuchs. Der Präsident der Ärztekammer, William Gilman Thompson, akquirierte Gelder, damit die Schule eine herausragende Stellung einnehmen konnte.

### Spanisch-Amerikanischer Krieg
Während des Spanisch-Amerikanischen Kriegs war Anna Maxwell im Feldlazarett von Chicamauga, Georgia, tätig. Anfangs standen für die ersten 136 Patienten nur Zelte zur Verfügung. Anna Maxwell konnte, zusammen mit 160 sie begleitenden Krankenschwestern, die Bedingungen für die verletzten Soldaten vor Ort deutlich verbessern. Es kam auch zu einem Typhusausbruch, von dem über 600 Patienten, nicht zuletzt in der Umgebung, betroffen waren. Auch in der Pflege dieser Menschen waren Anna Maxwell und ihr Pflegeteam durchaus erfolgreich. Das US-Militär war von der Leistung Maxwells beeindruckt und so wurde 1901, unter ihrer Beteiligung, das United States Army Nurse Corps gegründet.
Im Ersten Weltkrieg bereitete Maxwell die Pflegekräfte auf den Dienst in den Lazaretten vor und wurde deren leitende Krankenschwester. Sie setzte sich ein für eine Uniform der im Felde tätigen Krankenschwestern. 1916 reiste sie selbst nach Europa und besichtigte Feldlazarette an drei Fronten. 1918 besuchte sie die Presbyterien Unit in Etretat, Frankreich. Nach dem Krieg engagierte sie sich dafür, dass die Pflegekräfte militärische Dienstgrade erhalten konnten. Mit diesem Ansinnen war sie 1920 erfolgreich.
Zusammen mit ihrer Schülerin Amy E. Pope gab sie das Lehrbuch Praktische Krankenpflege heraus. Die Verbesserung der Krankenpflege, und hier sowohl der Ausbildung als auch der klinischen Pflege als auch den sozial-finanziellen Bedingungen der Pflegekräfte, gehörte zu den großen Anliegen von Anna Maxwell.

### Mitgliedschaften
1899 wurde sie Mitglied im International Council of Nurses sowie im American Red Cross Nursing Service. Maxwell war beteiligt an der Herausgabe des American Journal of Nursing sowie des Isabel Hampton Robb Scholarship Fund. Sie war zudem Mitglied im Women's City Club in New York City, sowie im National Institute of Social Science. 1982 erhielt das Columbia Presbyterian Medical Center ein neues Gebäude, in dem auch die Pflegeschule untergebracht wurde. Die Krankenschwester Elizabeth Brackett überreichte Maxwell rote Rosen, denn die Schule erhielt den Namen Anna C. Maxwell Hall. Das Gebäude wurde zwischenzeitlich abgerissen.

### Schülerinnen
Zu den Schülern von Anna Maxwell gehörten die dänischen Pionierinnen der Pflege, Charlotte Munck und Margrethe Koch. Das Nightingale System fand so in Dänemark deutliche Verbreitung.

### Rückzug aus dem Berufsleben
Anna Maxwell zog sich mit 70 Jahren aus dem aktiven Berufsleben zurück. Sie wünschte sich Zeit für Familie, Freunde und Reisen. Allerdings wurde sie bereits sechs Jahre später, im November 1927, mit Herzproblemen selber zur Patientin und verstarb wenige Monate danach. Sie fand ihre letzte Ruhestätte auf dem Arlington National Cemetery der US-Armee.

## Auszeichnungen
- 1918: Medaille de l'Hygiène Publique der Französischen Regierung
- 1928: Ehrendoktorwürde eines Master of Arts der Columbia University
- 1984: Stiftungsprofessur für Pflege an der Columbia University

## Veröffentlichungen
- mit Amy E. Pope (1907): Lehrbuch praktische Krankenpflege Review
- Dezember 1916: The Private Nurse and Twenty-Four Hour Hospital Duty. In: The American Journal of Nursing: Vol. 17; No 3; pp. 191 f. The Private Nurse and Twenty-Four Hour Hospital Duty.
- 1918: What Presbyterian Hospital (New York) Nurses Are Doing. In: The American Journal of Nursing: Vol. 18; No 8; pp. 727 f. What Presbyterian Hospital Nurses Are Doing
- 1921: Struggles of the Pioneers. In: The American Journal of Nursing: Vol. 21; No 5; pp. 321 f. Struggles of the Pioneers